# Алексєєв Анатолій Дмитрович (інженер)
Анато́лій Дми́трович Алексє́єв (*20 травня 1940, Сталіно — †10 серпня 2012, Донецьк) — український гірничий інженер та вчений; доктор технічних наук (1977), професор (1980), член-кореспондент НАН України, академік АГНУ (1991), академік РАПН (1996), Лауреат Державної премії України (1995).

## Біографічні дані
В 1963 р. закінчив Донецький політехнічний інститут.
З 1963 по 1966 рр. працював у ньому асистентом кафедри розробки родовищ корисних копалин.
Від 1966 р. — у Донецькому фізико-технічному інституті АН УРСР:
- завідувач лабораторії (1966—1986),
- завідувач відділу (1986—1998),
- від 1998 — директор Відділення фізико-технічних гірничих проблем при Донецькому фізико-технічному інституті НАН України.

З 2002 року — директор Інституту фізики гірничих процесів НАН України.
6 травня 2006 року обрано членом-кореспондентом НАН України (відділення фізики та астрономії).
Помер 10 серпня 2012 року; похований 14 серпня 2012 року на Щегловському цвинтарі.

## Наукова робота
Дослідження у галузі фізики гірських порід, радіофізики, граничного стану твердих тіл, фізико-хімічної механіки та розробки родовищ корисних копалин. Під керівництвом Алексєєва засновано наукову школу «Фізика гірничих процесів», де сформувалися науковці, які на базі досліджень структури вугільної речовини та фізичних властивостей гірських порід, розробили нові методи та способи управління станом гірського масиву при розробці вугільних пластів Донбасу, що дозволило поліпшити умови безпеки праці шахтарів.
1972 року під керівництвом Алексєєва вперше в СРСР розроблено та створено унікальну установку нерівнокомпонентного трьохосьового стиснення УНТС, яка дозволяє незалежно по трьом осям створювати стискаючі напруження до 1100 МПа при замкнутій камері, що надало змогу моделювати напружений стан гірського масиву для глибин до 5000 м. Було зроблено одну з перших робіт у світовій практиці із застосуванням методу ЯМР для вивчення фазових переходів у вугіллі при тисках до 1000 МПа, визначені поліморфні переходи у кварці при руйнуванні гірських порід під дією високого тиску.
Вивчаючи властивості вугілля та гірських порід і поведінку їх при об'ємному нерівнокомпонентному навантаженні при високих рівнях стискаючих напружень, Алексєєв створив новий напрямок в науці: управління станом вуглепородного масиву, що тепер є узвичаєним. Наукові дослідження в цьому напрямку дозволили Алексєєву розробити способи прогнозу та боротьби з газодинамічними явищами у вугільних шахтах.
Досліджуючи фазовий стан метану у вугіллі при високих тисках, Алексєєв відкрив «властивість органічної речовини вугілля утворювати з газами метастабільні однофазові системи з типу твердих розчинів». Це відкриття дозволяє оцінити запаси газу у вугіллі та, з урахуванням метану у виді твердого розчину, вважати вугільні родовища України як вуглегазові.

### Публікації
Алексєєв А. Д. — автор понад 200 наукових праць, 26 авторських свідоцтв і патентів, 9 монографій.
Співавтор відкриття «Здатність органічної речовини вугілля створювати з газом метастабільні однофазні системи за типом твердих розчинів».
Основні праці:
- Монографії:
  - Алексеев А.Д., Недодаев Н.В. Предельное состояние горных пород. — Київ : Наукова думка, 1982. — 200 с.
  - Алексеев А.Д., Стариков Г.П., Малюга М.Ф., Аносов О.С. Обработка выбросоопасных пластов водными растворами ПАВ. — Київ : Техніка, 1988. — 86 с.
  - Алексеев А. Д., Ревва В. Н., Рязанцев Н. А. Разрушение горных пород в объёмном поле сжимающих напряжений. — Київ : Наукова думка, 1989. — 168 с.
  - Алексеев А.Д., Зайденварг В.Е., Синолицкий В.В., Ульянова Е.В. Радиофизика в угольной промышленности. — Москва : Недра, 1992. — 184 с.
  - Алексеев А.Д., Сургай Н.С. Прогноз и управление состоянием горного массива. — Київ : Наукова думка, 1994. — 200 с.
  - Alexeev A.D., Ilyshenko V.G., Kuzyara V.I. Coal mass state: NMR-analysis and control. — Kiev : Naukova Dumka, 1995. — P. 224.
  - Решение геоэкологических и социальных проблем при эксплуатации и закрытии угольных шахт / В. Ф. Янукович, Н. Я. Азаров, А. Д. Алексеев, А. В. Анциферов, Е. И. Питаленко. — Донецк: ООО «Алан», 2002. — 479 c. — ISBN 966-7918-11-4
  - Алексеев А. Д., Стариков Г. П., Чистоклетов В. Н. Прогнозирование неустойчивости системы уголь-газ. — Донецк : Ноулидж, 2010. — 344 с. — ISBN 978-617-579-129-5.
  - Алексеев А.Д. Физика угля и горных процессов. — Київ : Наукова думка, 2010. — 422 с. — ISBN 978-966-00-0919-4.
- Стандарти та керівництва:
  - Галузевий стандарт України 101.24647077.001-2003. Прогнозування осередків викидів вугілля і газу у вибої пластової підготовчої виробки / Алексєєв А. Д., Старіков Г. П., Кольчик Є. І., Лобков М. І. та інші. — 15 с.
  - КД 12.10.05.01-99. Прогноз выбросоопасности при вскрытии крутых и крутонаклонных пластов. Методические указания / Алексеев А. Д., Стариков Г. П., Недодаев Н. В. — 23 с.
  - КД 12.01.05.070-2001. Спосіб відрізнення раптового обрушення (висипання) вугілля від викиду для експертної оцінки типу ГДЯ. — 21 с.
  - Алексеев А. Д., Питаленко Е. И., Ревва В. Н., Борисенко Э. В. и др. Компьютерный вариант составления паспортов управления кровлей и крепления лав пластов с углами падения свыше 35о (руководство). — Донецк, 1998. — 124 с.
  - Алексеев А. Д., Шевченко Л. В., Смоланов И. Н. и др. Метод определения времени образования в горных выработках, пройденных по пласту, опасных концентраций метана и других УВ при пожарах с учетом сорбционных свойств угля. СТП утв. 11.11.2002 № 143/1 ЦШ ГВГСС. — Донецк. — 2002. — 18 с.

Під редакцією Алексєєва А. Д. випускався збірник «Физико-технические проблемы горного производства».

## Звання, нагороди
- 1968 — знак «Шахтарська слава» третього ступеня.
- 1970 — медаль «За бездоганну працю»
- 1978 — знак «Шахтарська слава» другого ступеня.
- 1984 — знак «Шахтарська слава» першого ступеня.
- 1991 — лауреат Премії ім. О. О. Скочинського за комплекс геомеханічних та фізичних досліджень викидонебезпечності вугільних пластів на великих глибинах та його впровадження[3].
- 1995 — звання «Заслужений шахтар України» (Указ Президента України від 27 серпня 1995 року, № 808/95[4]).
- 1996 — Лауреат Державної премії України в галузі науки і техніки за розробку наукових основ, технології промислового використання метану вуглегазових родовищ[3].
- 1999 — Знак «Шахтарська доблесть» ІІІ ступеня.
- 2000 — Знак «Шахтарська доблесть» ІІ ступеня.
- 2001 — орден «За заслуги» третього ступеня (Указ Президента України від 17 травня 2001 року, № 322/2001[5]).
- 2001 — Знак «Шахтарська доблесть» І ступеня.
- 2001 — лауреат премії ім. І. Пулюя НАН України.
- 2003 — Почесна грамота НАН України.
- 2004 — орден «За заслуги» другого ступеня (Указ Президента України від 26 серпня 2004 року, № 1002/2004[6]).
- 2005 — Почесна грамота Верховної Ради України «За особливі заслуги перед українським народом».
- 2008 — орден «За заслуги» першого ступеня (Указ Президента України від 27 серпня 2008 року, № 770/2008[7]).